# Camí del Camp (Pessonada)
El Camí del Camp és un camí d'ús agrícola que discorre pel terme municipal de Conca de Dalt (a l'antic terme d'Hortoneda de la Conca), al Pallars Jussà, en territori del poble de Pessonada.
Arrenca del Camí de Vilanoveta molt a prop i a migdia de Pessonada, al nord-oest de lo Pou, des d'on surt cap a ponent i en uns 600 metres arriba als camps de ponent de Pessonada situats a l'esquerra de la llau de les Arguiles.